# Minibiotus xavieri
Espèce
Minibiotus xavieri est une espèce de tardigrades de la famille des Macrobiotidae.

## Distribution
Cette espèce est endémique du Portugal.

## Publication originale
- Fontoura, Pilato, Morais & Lisi, 2009 : Minibiotus xavieri, a new species of tardigrade from the Parque Biologico de Gaia, Portugal (Eutardigrada: Macrobiotidae). Zootaxa, no 2267, p. 55-64.